# 征服加利福尼亚
征服加利福尼亚（Conquest of California），又称征服上加利福尼亚（Conquest of Alta California）或加利福尼亚战役（California Campaign），是指美墨戰爭期間美国進攻墨西哥的領土上加利福尼亚的軍事行動。軍事行动从1846年持续到1847年，直到卡胡恩加條約簽署後，衝突結束。